# Bone Dry
A Bone Dry 2007-es amerikai thriller-dráma.

## Történet
A történet szerint Jimmy (Lance Henriksen) bosszút akar állni Eddie-n (Luke Goss), amiért az a családját megölte. Mindezt úgy akarja elérni, hogy az elhagyatott sivatagban lövöldöz rá, alig ad neki vizet, kikötözi. Megy ez egészen addig, amíg néhány járókelővel találkozik az üldözött férfi.

## Szereplőlista
- Lance Henriksen
- Luke Goss
- Tommy 'Tiny' Lister
- Dee Wallace
- és Jennifer Siebel Newsom

## Forgatási helyszínek
A film 5 millió dolláros költségvetéséből rengeteget a helyszínekre fordítottak. Forgattak Nevadában, Kaliforniában, Arizonában is.